# Duc de Lennox
Pour les articles homonymes, voir Lennox.

## Histoire du titre
1re création Maison Stuart de Darnley[pas clair]
Trois ans plus tard[pas clair], en 1675, Charles II accorde à son fils illégitime, Charles Lennox, le titre de duc de Richmond et le titre de duc de Lennox.

## Ducs de Lennox

### Première création (1581)

Armes de Esmé Stuart, 1er duc de Lennox.

Titres subsidiaires : Lord Aubigny, Lord Dalkeith, Lord Torboltoun et Aberdour, comte de Darnley (1581)
- 1581-1583 : Esmé Stuart (1543-1583), 7e comte de Lennox (1580) ;
- 1583-1623 : Ludovic Stuart (1574-1623), 1er comte (1613) puis 1er duc de Richmond (1623). Fils du précédent ;
- 1623-1624 : Esmé Stuart (1579-1624). Frère du précédent ;
- 1624-1655 : James Stuart (1612-1655), créé 1er duc de Richmond en 1641. Fils du précédent ;
- 1655-1660 : Esmé Stuart (en) (1649-1660), 2e duc de Richmond. Fils du précédent ;
- 1660-1672 : Charles Stuart (1639-1672), 3e duc de Richmond. Cousin germain du précédent ;

Charles Stuart meurt sans héritier, les titres de duc de Lennox et de Richmond retournent alors à la Couronne.
En 1675, Charles II produit à son fils illégitime, Charles Lennox, Ier duc de Richmond et de Lennox.

### Deuxième création: Deuxième Maison de Lennox,dite Gordon-Lennox(1675)
Famille issue de Charles Lennox, fils naturel de Charles II d'Angleterre et de Louise Renée de Penancoët de Keroual.
Titres subsidiaires : baron Setrington, comte de March (pour le titre de duc de Richmond), Lord de Torboltoun, comte de Darnley (pour le titre de duc de Lennox)

Armes de Charles Ier Lennox

- 1675-1723 : Charles Lennox (1672-1723), 1er duc de Richmond (1675), duc d'Aubigny (1684), conjointement avec sa mère.
- 1723-1750 : Charles Lennox (1701-1750), 2e duc de Richmond, duc d'Aubigny. Fils du précédent ;
- 1750-1806 : Charles Lennox (1734-1806), 3e duc de Richmond, duc d'Aubigny. Fils du précédent ;

Armes de Charles IV Lennox

- 1806-1819 : Charles Lennox (1764-1819), 4e duc de Richmond, duc d'Aubigny. Neveu du précédent ;

Armes de Charles V Lennox et de ses successeurs

- 1819-1860 : Charles Lennox (1791-1860), 5e duc de Richmond, duc d'Aubigny. Fils du précédent ;
- 1860-1903 : Charles Henry Gordon-Lennox (1818-1903), 6e duc de Richmond, 1er duc de Gordon (1876), duc d'Aubigny. Fils du précédent ;
- 1903-1928 : Charles Henry Gordon-Lennox (1845-1928), 7e duc de Richmond, 2e duc de Gordon, duc d'Aubigny. Fils du précédent ;
- 1928-1935 : Charles Henry Gordon-Lennox (1870-1935), 8e duc de Richmond, 3e duc de Gordon, duc d'Aubigny. Fils du précédent ;
- 1935-1989 : Frederick Charles Gordon-Lennox (1904-1989), 9e duc de Richmond, 4e duc de Gordon. Fils du précédent ;
- 1989-2017 : Charles Henry Gordon-Lennox (1929-2017), 10e duc de Richmond, 5e duc de Gordon, duc d'Aubigny. Fils du précédent.
- 2017-... : Charles Henry Gordon-Lennox (né en 1955), , 11e duc de Richmond, 6e duc de Gordon, duc d'Aubigny. Fils du précédent.

Héritier apparent : Charles Gordon-Lennox (1994), comte de March et Kinrara.

## Sources
- Ducs de Lennox et Richmond sur le site Leigh Rayment's Peerage Page.
- Duc de Lennox sur www.heraldique-europeenne.org,
- Liste des seigneurs de Lennox sur roglo.eu,